# Coroideremia
Coroideremia é uma patologia ocular herdada que causa degeneração da coróide e do epitélio pigmentar. À medida em que a doença progride, as células fotorreceptoras são atingidas, o que pode ocasionar a perda da visão. Ocorre exclusivamente no sexo masculino.